# Więźniarki
Więźniarki (oryg. Prisoner) – australijski serial kryminalny produkowany w latach 1979–1986. Akcja serialu toczy się w zakładzie zamkniętym dla kobiet Wentworth, głównie w bloku H. Łącznie nakręcono 692 odcinki. W USA oraz Wielkiej Brytanii serial nosił nazwę Prisoner: Cell Block H aby uniknąć pomyłki w tytule z innym angielskim serialem The Prisoner. W Wielkiej Brytanii serial odniósł ogromny sukces stając się wręcz serialem kultowym.  W Polsce serial emitowany był (nie w całości) w pierwszej połowie lat 90. przez telewizję Polsat.

## Opis
Akcja serialu w głównej mierze toczy się w zakładzie karnym dla kobiet Wentworth, które trafiają tam za popełnione przestępstwa i wykroczenia. Oprócz tego serial ukazuje perypetie i problemy osobiste osadzonych kobiet, personelu więzienia i osób z nimi związanych. W serialu często ukazane są rozprawy sądowe głównych bohaterek, procedury związane ze zwolnieniem warunkowym, odwiedziny, wyjścia z więzienia jak i częste powroty. Serial ukazuje również panujące w więzieniu zasady, relacje między odbywającymi karę kobietami jak i strażnikami i dyrektorką więzienia.

## Główne role
- Elspeth Ballantyne (Meg Jackson, później Morris) - strażniczka więzienna zawsze uśmiechnięta i chętnie niosąca pomoc innym. Lubiana zarówno przez swoich kolegów z pracy jak i więźniarki. Jako jedyna jest w serialu od początku emisji do ostatniego odcinka.
- Fiona Spence (Vera Bennett) - strażniczka w Wentworth, bardzo służbowa, oddana swojej pracy, wyniosła i zdecydowana w działaniu. Jest surowa i często złośliwa, zwłaszcza w stosunku do osadzonych kobiet. Jej słynne powiedzenie: "To więzienie a nie obóz wakacyjny"
- Judith McGrath (Colleen Powell) - strażniczka więzienia, jest również osobą poważną i zasadniczą choć sprawiedliwą w wykonywaniu swoich obowiązków. W początkowych dwóch sezonach jest mniej widoczna, później jest jedną z głównych postaci, przejmuje obowiązki po odejściu Very.
- Patsy King (Erica Davidson) - dyrektorka więzienia, oddana swojej pracy, jest dobrze postrzegana przez osadzone kobiety, którym niejednokrotnie pomaga.
- Gerard Maguire (Jim Fletcher) - strażnik więzienny, jeden z nielicznych pracujących tam mężczyzn. Jest zasadniczy, często nazbyt impulsywny lecz również oddany swojej pracy
- Maggie Kirkpatrick (Joan Ferguson) - strażniczka w Wentworth, która rozpoczyna w nim pracę w odcinku 287 i pozostaje do końca. Jest skorumpowana, sadystyczna i podstępna. Przez cały czas knuje intrygi i prześladuje (fizycznie i psychicznie) kobiety w więzieniu. Nigdy nie udaje jej się niczego udowodnić. W ostatnim odcinku dosięga ją sprawiedliwość.
- Val Lehman (Bea Smith) - jedna z czołowych postaci serialu. Zostaje skazana na dożywocie za zabójstwo męża. Jest hersztem wśród osadzonych kobiet, tzw. top dog. Nie lubi sprzeciwu, jest wrogiem narkotyków, gdyż jej córka Debbie zmarła z powodu ich przedawkowania. Od samego początku walczy z sadystyczną Joan Ferguson (The Freak). Po raz ostatni pojawia się w odcinku 400, zostaje przeniesiona do więzienia Barnhust.
- Sheila Florance (Lizzie Birdsworth - starsza kobieta odsiadująca wyrok niewinnie, została zwolniona jednak ponownie do niego powróciła. Ma wielkie poczucie humoru, pali dużo papierosów i lubi alkohol. Przyjaźni się z Doreen i Beą.
- Colette Mann (Doreen Anderson, później Burns) - więźniarka, nieco dziecinna, bojaźliwa i często zdana na pomoc innych. Po wyjściu na zwolnienie warunkowe ponownie wraca do Wentworth. Zostaje żoną Kevina Burnsa.

i inni

## Sezony i lata produkcji
| Seria | Seria          | Liczba odcinków | Czas emisji                          |
| ----- | -------------- | --------------- | ------------------------------------ |
|       | Sezon 1 (1979) | 1-79            | 27 lutego 1979 - 28 listopada 1979   |
|       | Sezon 2 (1980) | 80-165          | 22 stycznia 1980 - 12 listopada 1980 |
|       | Sezon 3 (1981) | 166-246         | 4 lutego 1981 - 11 listopada 1981    |
|       | Sezon 4 (1982) | 247-326         | 9 lutego 1982 - 9 listopada 1982     |
|       | Sezon 5 (1983) | 327-416         | 1 lutego 1983 - 3 listopada 1983     |
|       | Sezon 6 (1984) | 417-505         | 17 stycznia 1984 - 8 listopada 1984  |
|       | Sezon 7 (1985) | 506-588         | 24 stycznia 1985 - 5 listopada 1985  |
|       | Sezon 8 (1986) | 589-692         | 9 stycznia 1986 - 11 grudnia 1986    |